# Paraphymatoceros
Paraphymatoceros,  es un género de plantas no vasculares en la familia Anthocerotaceae. Comprende 12 especies descritas y de estas, solo 6 aceptadas.

## Taxonomía
El género fue descrito por Gabriela G. Hässel y publicado en Phytologia 88: 208. 2006.

## Especies aceptadas
A continuación se brinda un listado de las especies del género Paraphymatoceros aceptadas hasta diciembre de 2014, ordenadas alfabéticamente. Para cada una se indica el nombre binomial seguido del autor, abreviado según las convenciones y usos.	
- Paraphymatoceros coriaceus (Stephani) R. J. Duff, J. C. Villarreal, D. Cargill & Renzaglia
- Paraphymatoceros diadematus Hässel de Menéndez
- Paraphymatoceros fimbriatus (Gottsche) Stotler
- Paraphymatoceros hallii (Austin) Hässel de Menéndez
- Paraphymatoceros hirticalyx (Stephani) Stotler
- Paraphymatoceros skottsbergii (Stephani) Stotler